# Aeroport (Moskvas metro)
 For alternative betydninger, se Aeroport. (Se også artikler, som begynder med Aeroport)
Aeroport (russisk: Аэропо́рт; dansk: ~ Lufthavn; russisk udtale: [aɪrɐˈport]) er en station på Zamoskvoretskajalinjen i Moskvas metro. Stationen er opkaldt efter den nærliggende M.V. Frunzes centrale flyveplads, der var Moskvas først lufthavn, den er ikke åben længere. Efterfølgende blev arealet anvendt som busterminal, der havde regelmæssige ruter til Moskvas vigtigste lufthavne. I 2013 blev busterminalen nedlagt, og området er nu udlagt til park. Aeroport metrostationen åbnede som en del af anden etape af metroen i 1938.